# Kyffhäuserland
Kyffhäuserland es un municipio situado en el distrito de Kyffhäuser, en el estado federado de Turingia (Alemania), a una altitud de 160 metros. Su población a finales de 2016 era de unos 4000 habitantes y su densidad poblacional, 30 hab/km².
Se encuentra en el centro del distrito y es fronterizo con el estado de Sajonia-Anhalt.

## Localidades
El municipio fue fundado a finales de 2012 mediante la fusión de ocho municipios, que son las localidades del actual Kyffhäuserland:

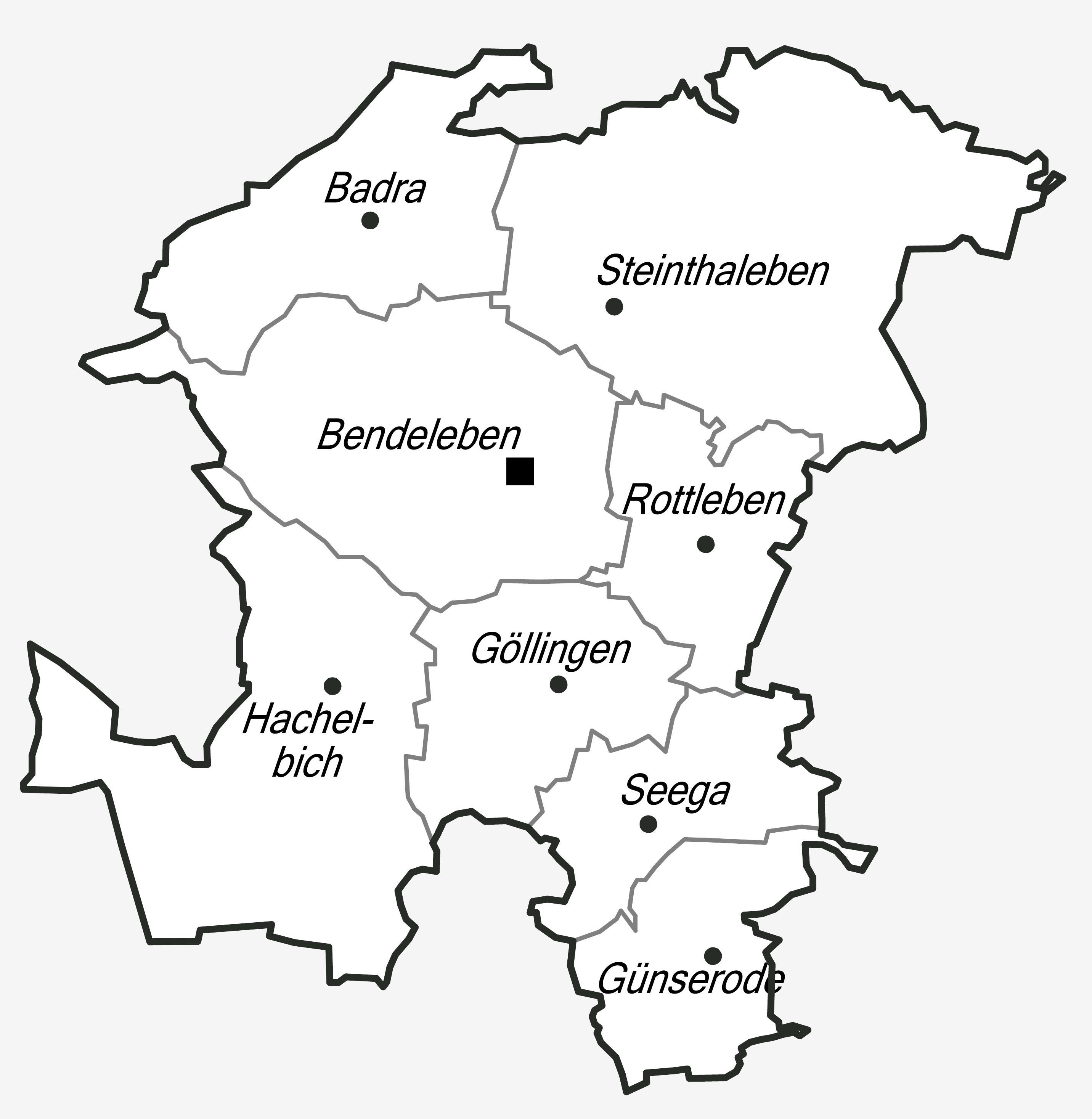
Localidades del municipio.

- Badra
- Bendeleben (capital municipal)
- Göllingen
- Günserode
- Hachelbich
- Rottleben
- Seega
- Steinthaleben

## Patrimonio
- Reichsburg Kyffhausen